# تايلور سميث (لاعبة كرة قدم)
تايلور سميث (بالإنجليزية: Taylor Smith)‏ هي لاعبة كرة قدم أمريكية، ولدت في 1 ديسمبر 1993 في فورت وورث في الولايات المتحدة. لعبت مع Orange County SC ‏.

## وصلات خارجية
- تايلور سميث على موقع قاعدة بيانات كرة القدم.إي يو (الإنجليزية)
- تايلور سميث على موقع Soccerway.com (الإنجليزية)